# Крюк (деталь)

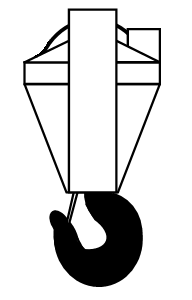
Грузовой крюк

Крюк — деталь, которая обычно применяется для закрепления и поднятия груза с помощью подъёмных средств типа подъёмного крана, троса или цепи, к которой прикрепляется сам крюк. В общем случае представляет собой сектор окружности из прочного металла или иного материала.

## Применение
- подъёмные приспособления, закрепление груза (грузовой крюк)
- вязание крючком, продевание нити
- оружейное дело, спусковой крючок, часть холодного оружия
- крючок, снасть для поимки рыбы
- в строительстве, множество крепёжных приспособлений
- в быту, вешалки и другие предметы
- один из простейших замков